# JEdit
JEdit is een teksteditor voor computerprogrammeurs, verkrijgbaar onder de GNU General Public License. Het is geschreven in Java en werkt onder Windows, Unix, Linux, Mac OS X en nog een aantal besturingssystemen. De tekstverwerker is eenvoudig uit te breiden door zogenaamde plug-ins, waarvan een grote voorraad aanwezig is voor allerlei toepassingen. Zo wordt syntaxiskleuring ondersteund voor 130 bestandsformaten.
Men kan jEdit eenvoudig aanpassen en het kan worden uitgebreid met macro's geschreven in BeanShell, Jython, JavaScript en andere scripttalen.